# Chery Tiggo 2
O Chery Tiggo 3x é um utilitário esportivo crossover de porte compacto produzido pela Chery baseado no hatch Chery Fulwin 2. 
É chamado de Chery Tiggo 2 no Brasil e no Chile. Foi lançado no Brasil em 2018, produzido na fábrica de Jacareí-SP e saiu de linha no país em 2022. Foi o primeiro modelo lançado no Brasil com a marca Caoa Chery.
O facelift do Tiggo 2 foi chamado no Brasil de Tiggo 3x e lançado em 2021 como modelo 2022, porém ambos conviveram. O Tiggo 2 saiu de linha em fevereiro de 2022 e o Tiggo 3x em maio de 2022.